# I’m Feeling Good
I’m Feeling Good ist ein Lied von Ardian Bujupi und seine dritte Singleveröffentlichung. 
Sie erschien am 3. August 2012 und wird über den deutschen Musikvertrieb Groove Attack vertrieben.

## Hintergrund
Produziert wurde I’m Feeling Good von Komponist Peter „Fonty“ Albertz, der auch schon für die Produktionen des Albums To the Top verantwortlich war.
In einem Interview gab Bujupi bekannt, er habe den Text größtenteils selbst geschrieben, in den Lieddaten der Musikplattformen wird aber lediglich Albertz als Autor genannt. Das Lied erreichte keine Chartplatzierung.

## Musikvideo
Das Musikvideo zum Song wurde am 24. Juli 2012 auf YouTube veröffentlicht.
Es zeigt Bujupi in einem Mercedes-Benz und am Strand in der Türkei, wo das gesamte Video gedreht wurde.
Bujupi ist vor einem weißen Hintergrund auf einem Boot zu sehen. Das Schiff AIDA Cruises ist ebenfalls im Video zu sehen.
Regisseur des Videos war Mikis Fontagnier, produziert wurde es von Famefabrik.